# Rod plochy
Rod plochy (genus topologie) je číslo, které charakterizuje danou topologii z hlediska počtu „děr“ nebo „držadel“. Genus se určuje pomocí počtu skupin křivek, které nelze stáhnout do bodu (jsou natažené kolem „díry“ ve 2D či „držadla“ ve 3D, nejjednodušším „držadlem“ je pneumatika - toroid).
Každá skupina takových křivek je charakteristická tím, že lze každou křivku z této skupiny převést na libovolnou jinou křivku této skupiny. Křivky náležející do různých skupin na sebe převést nelze. Genus (počet skupin) je tedy roven počtu křivek, které nelze stáhnout do bodu a zároveň žádná z nich nelze převést na kteroukoliv jinou.

Rod orientovatelných ploch
Příklad plochy rodu 0
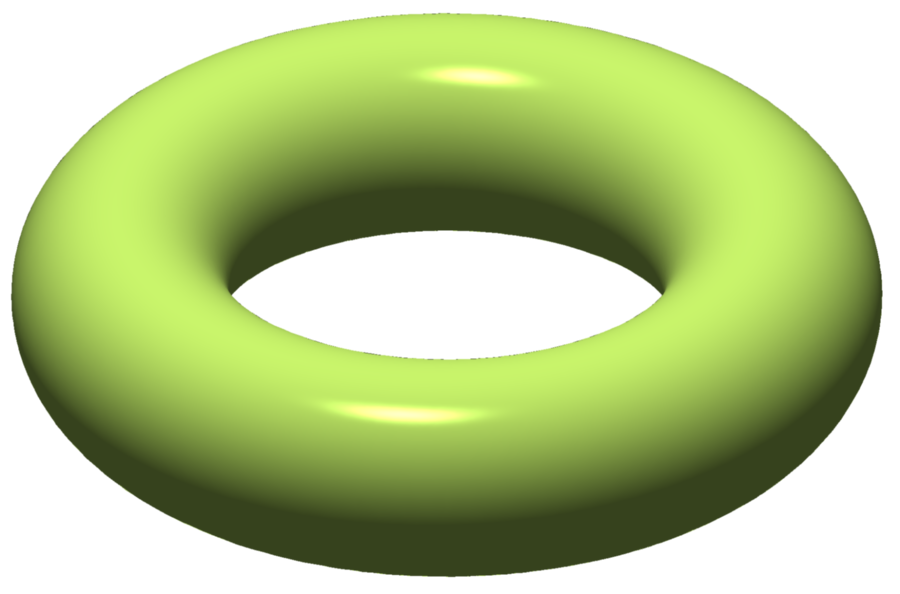
Příklad plochy rodu 1
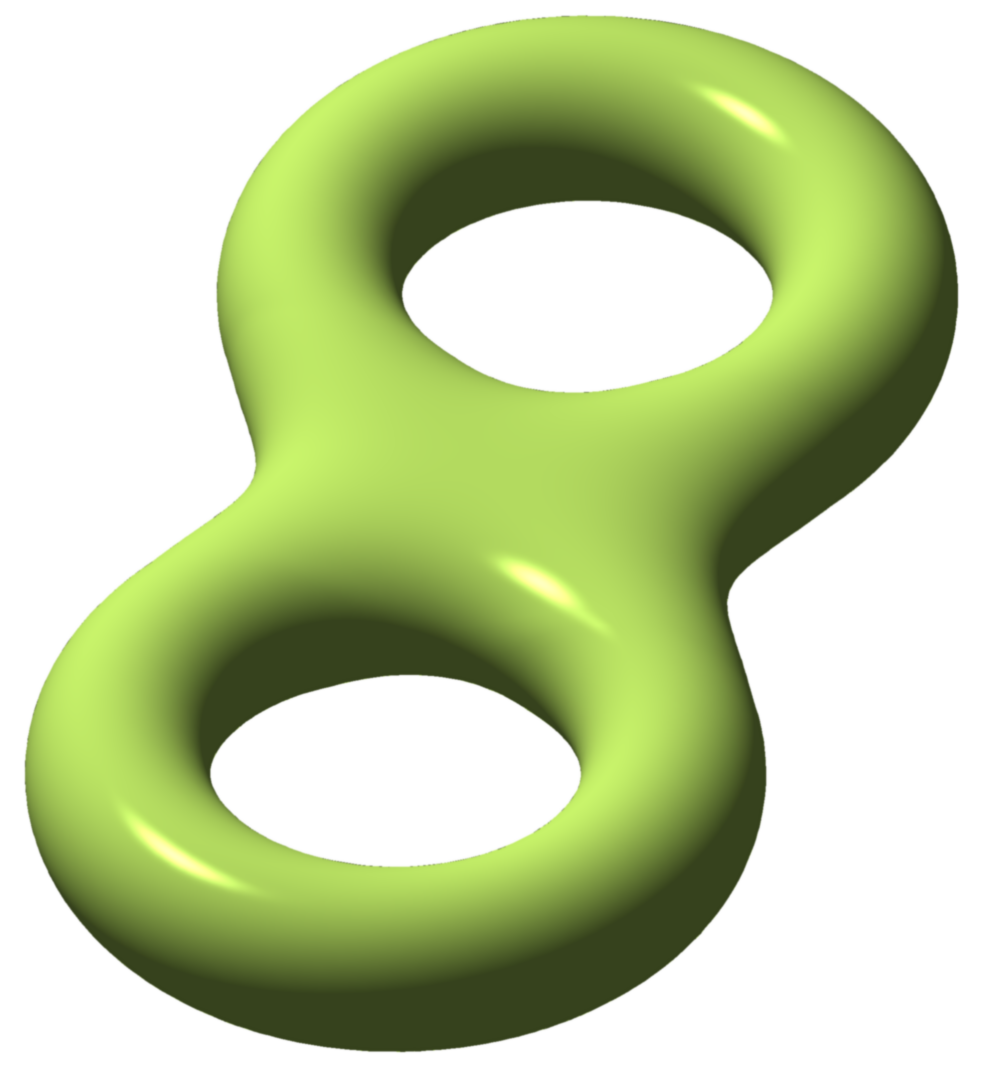
Příklad plochy rodu 2
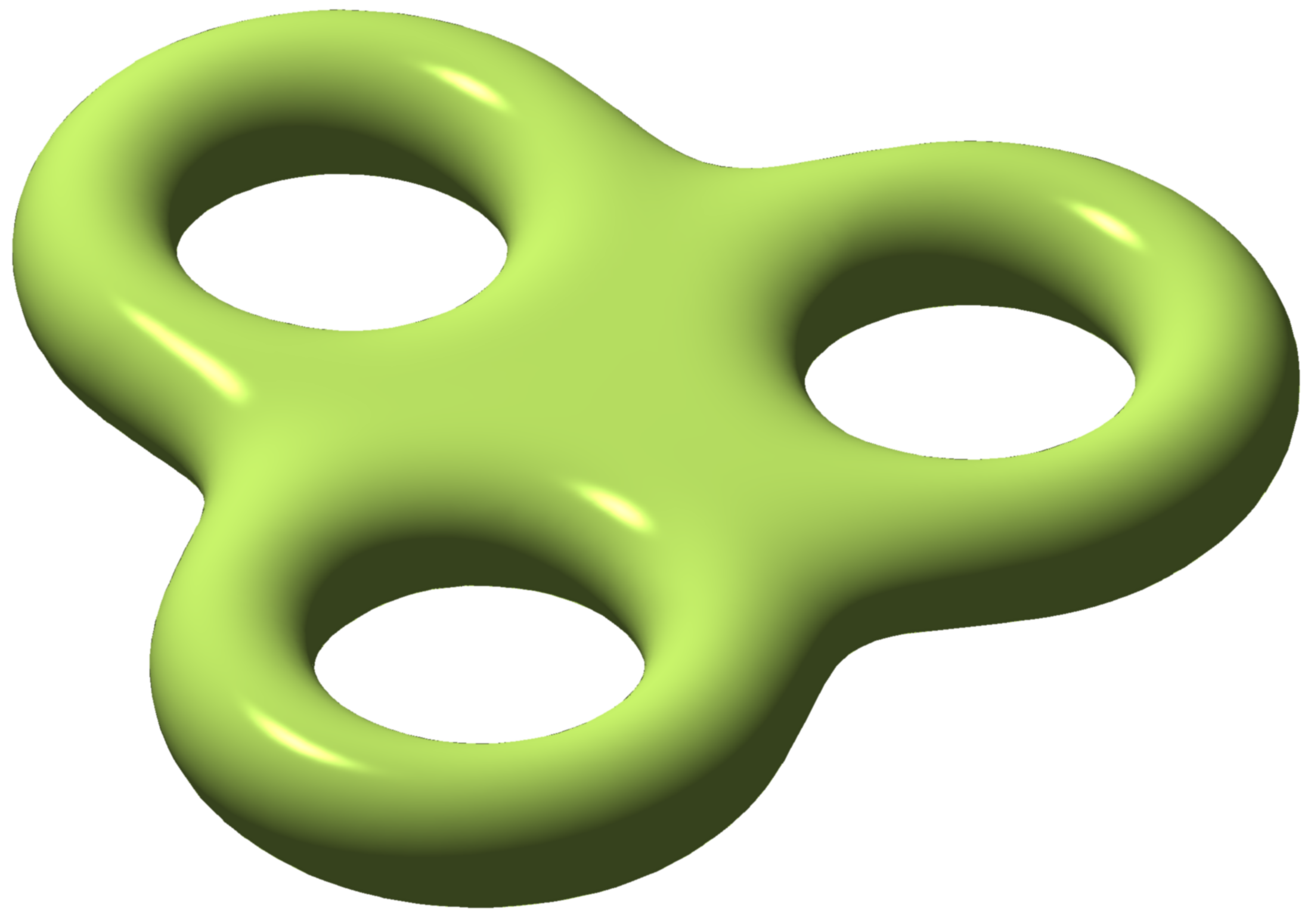
Příklad plochy rodu 3